# Гакеме, Антуан
Антуан Гакеме (рунди и фр. Antoine Gakeme; род. 24 декабря 1991, Мусонгати, провинция Рутана, Бурунди) — бурундийский легкоатлет, специализирующийся в беге на 800 метров. Серебряный призёр чемпионата мира в помещении 2016 года. Участник летних Олимпийских игр 2016 года.

## Биография
Начал заниматься лёгкой атлетикой в школе, где на него впервые обратили внимание тренеры. На международной арене дебютировал в 2009 году, когда стал седьмым в финале чемпионата Африки среди юниоров в беге на 800 метров.
Значительного прогресса достиг после переезда в столицу страны, Бужумбуру. Здесь он стал выступать за легкоатлетический клуб армии Бурунди «Музинга» и получил звание офицера Вооружённых сил страны. Из-за службы и учёбы в университете пропустил несколько крупных турниров, поэтому выступление Гакеме на чемпионате мира 2013 года стало для многих неожиданным: личные рекорды в забеге и полуфинале и итоговое 10-е место в беге на 800 метров. Месяц спустя Антуан должен был участвовать во Франкофонских играх в Ницце, но заболел малярией.
В 2015 году переехал в Испанию, где стал тренироваться под руководством Льоренса Сольвеса в клубе Playas de Castellon. На втором в карьере чемпионате мира вновь смог дойти до полуфинала.
На чемпионате мира в помещении 2016 года добился первого крупного успеха в карьере, уступив в финале только американцу Борису Бериану. С личным рекордом 1.46,65 Гакеме стал серебряным призёром мирового первенства.
Участвовал в Олимпийских играх в Рио-де-Жанейро, где закончил выступления по итогам предварительных забегов.

## Основные результаты
| Год  | Турнир                         | Место проведения          | Дисциплина | Место       | Результат |
| ---- | ------------------------------ | ------------------------- | ---------- | ----------- | --------- |
| 2009 | Чемпионат Африки среди юниоров | Бамбус, Маврикий          | 800 м      | 7-е         | 1.55,08   |
| 2013 | Чемпионат мира                 | Москва, Россия            | 800 м      | 10-е (1/2)  | 1.45,39   |
| 2014 | Чемпионат Африки               | Марракеш, Марокко         | 800 м      | 7-е         | 1.49,74   |
| 2015 | Чемпионат мира                 | Пекин, Китай              | 800 м      | 22-е (1/2)  | 1.48,86   |
| 2016 | Чемпионат Испании в помещении  | Валенсия, Испания         | 1500 м     | 2-е         | 3.52,58   |
| 2016 | Чемпионат мира в помещении     | Портленд, США             | 800 м      | 2-е         | 1.46,65   |
| 2016 | Командный чемпионат Испании    | Кастельон, Испания        | 800 м      | 1-е         | 1.46,22   |
| 2016 | Олимпийские игры               | Рио-де-Жанейро, Бразилия  | 800 м      | 26-е (заб.) | 1.47,46   |
| 2017 | Чемпионат мира                 | Лондон, Великобритания    | 800 м      | 21-е (1/2)  | 1.47,08   |
| 2018 | Чемпионат мира в помещении     | Бирмингем, Великобритания | 800 м      | 9-е (1/2)   | 1.49,66   |
| 2018 | Командный чемпионат Испании    | Сория, Испания            | 1500 м     | 1-е         | 4.00,18   |
| 2018 | Чемпионат Африки               | Асаба, Нигерия            | 800 м      | 4-е         | 1.45,91   |